# Cornallaztunnel
Der Cornallaztunnel (eigentlich Cornaletunnel; französisch tunnel de la Cornallaz) ist ein 494 Meter langer, zweispuriger Eisenbahntunnel im Kanton Waadt. Das 1862 eröffnete Bauwerk bildet ein Element der Bahnstrecke Lausanne–Bern und ist nach dem Vauderens-Tunnel der zweitlängste Tunnel in deren Verlauf.

## Name
Der Tunnel erhielt seinen Namen vom Weiler Cornallaz (heute auf der Landeskarte La Cornalle, nördlich von Epesses) in der Nähe des Westportals. Der auch in andern Gebieten des frankoprovenzalischen Sprachraums vorkommende Flurname ist vom Tiernamen corneille (deutsch Krähe) abgeleitet, der als Lehnwort aus dem Französischen in die frankoprovenzalischen Mundarten (patois) gelangt ist.
Im mündlichen Sprachgebrauch ist zu beachten, dass bei frankoprovenzalischen Eigennamen wie Cornallaz das in der Schreibsprache üblich gewordene Schluss-z nicht ausgesprochen wird.

## Geographie und Geschichte
Der Tunnel befindet sich auf dem Gebiet der Gemeinde Puidoux direkt an der Grenze zur Nachbargemeinde Bourg-en-Lavaux. Er liegt in einer langen Kurve der Bahnstrecke und befindet sich auf ca. 600 Meter Höhe einen halben Kilometer westlich des Bahnhofs von Puidoux. Der Tunnel unterquert einen Molassehügel, der das Waadtländer Plateaugebiet vom steilen, mit Weinbergen bebauten Berghang des Lavaux über dem Genfersee trennt. In der Nähe steht der mittelalterliche Marsens-Turm.
Die Bahnstrecke steigt vom Bahnhof Lausanne gegen Osten über Brücken und durch Tunnels entlang der Bergflanke gleichmässig an bis zum Cornallaztunnel, in welchem sie in einem weiten Linksbogen von 90 Grad gegen Nordosten abbiegt. Vier Kilometer nordöstlich des Tunnels überquert sie die Europäische Hauptwasserscheide und kurz danach die Grenze zum Kanton Freiburg.
Der Tunnel wurde für die Bahngesellschaft Chemin de fer Lausanne–Fribourg–Berne unter der Leitung des Ingenieurs Louis Favre gebaut, der später als Unternehmer beim Bau des Gotthardtunnels bekannt wurde. Wegen des instabilen Molassefelsens, der über dem Tunnel eine geringe Überdeckung von nur bis zu 20 Metern hat, musste der Tunnel vollständig ausgemauert werden.
1905 erfolgte der Ausbau der Strecke auf Doppelspur.
Neben dem Ostportal des Cornallaztunnels betreibt die SBB im Gebiet Le Flonzaley das Bahnstrom-Umformerwerk Puidoux, das über Hochspannungsleitungen mit den Unterwerken bei Vernayaz, Kerzers und Romanel-sur-Lausanne verbunden ist.
Knapp neben dem Cornallaztunnel und unter dem Gleisfeld des Bahnhofs Puidoux durchquert auch der zweiröhrige Flonzaleytunnel der Autobahn A9 (Europastrasse E 62) den Berg.

## Tourismus
Auf der Bahnfahrt nach Lausanne bietet sich beim Verlassen des Tunnels auf der Westseite überraschend ein grandioser Ausblick über die Weinbaulandschaft des Lavaux, ein UNESCO-Welterbegebiet, und den Genfersee mit den Savoyer Alpen im Hintergrund. An dieser Stelle soll der Waadtländer Staatsrat Jules Eytel den Deutschschweizer Gästen der Eröffnungsfahrt im Jahr 1862 zugerufen haben: Messieurs, je vous présente le canton de Vaud! Der Schriftsteller Charles Ferdinand Ramuz beschreibt 1936 die Wirkung des Panoramablicks so: Quand on sort du tunnel de Chexbres, on est d’abord dans l’éblouissement. Und Roger Molles (1895–1970) hat dem Ort das Gedicht Tunnel de Chexbres… gewidmet.